# Frank Baumgartl
Frank Baumgartl (* 29. Mai 1955 in Schlema; † 26. August 2010 am Comer See) war ein Leichtathlet aus der DDR, der in den 1970er-Jahren zur Weltspitze im Hindernislauf gehörte. Bei den Olympischen Spielen 1976 in Montreal wurde er am 28. Juli Dritter im 3000-Meter-Hindernislauf.
Bei diesem Rennen lag er in aussichtsreicher Position neben dem späteren Sieger Anders Gärderud (Schweden), als er am letzten Hindernis stürzte. Er lief jedoch beherzt weiter, und es gelang ihm, die Bronzemedaille zu retten. Mit seiner Zeit von 8:10,36 min stellte er sogar einen DDR-Rekord (Ende 2006 noch gültiger deutscher U23-Juniorenrekord) auf. Frank Baumgartl ist der einzige deutsche Läufer neben Alfred Dompert, der im Hindernislauf eine Medaille bei Olympischen Spielen gewann.
Neben der Olympiamedaille war sein einziger internationaler Erfolg der Titel des Junioreneuropameisters 1973 im 2000-Meter-Hindernislauf (Weltrekord in 5:28,14 min). Diese Zeit war im Juni 2008 noch gültiger deutscher U20-Juniorenrekord.
Frank Baumgartl startete für den SC Karl-Marx-Stadt und trainierte bei Klaus Kretzschmann. Bei einer Größe von 1,74 m hatte er ein Wettkampfgewicht von 60 kg.
1980 beendete er noch vor den Olympischen Spielen wegen einer Verletzung seine Sportlerlaufbahn. Er studierte Automatisierungstechnik und promovierte 1989 an der Technischen Universität Karl-Marx-Stadt zur Thematik Entwicklung eines Beratungssystems zur Steuerung eines städtischen Fernwärmeversorgungssystems. Später zog er nach Baden-Württemberg, wo er in Stuttgart als Entwicklungsingenieur für Fahrzeugsoftware arbeitete. Am 26. August 2010 starb er infolge eines Herzversagens während einer Radtour am Comer See.